# Paranthus rapiformis
Paranthus rapiformis är en havsanemonart som först beskrevs av Le Sueur 1817.  Paranthus rapiformis ingår i släktet Paranthus och familjen Actinostolidae. Inga underarter finns listade i Catalogue of Life.